# Танџент (Орегон)
Танџент (енгл. Tangent) град је у америчкој савезној држави Орегон.

## Демографија
По попису из 2010. године број становника је 1.164, што је 231 (24,8%) становника више него 2000. године.
| Група             | 2000.       | 2010.         |
| Белци             | 884 (94,7%) | 1.016 (87,3%) |
| Афроамериканци    | 0 (0,0%)    | 2 (0,2%)      |
| Азијати           | 0 (0,0%)    | 4 (0,3%)      |
| Хиспаноамериканци | 26 (2,8%)   | 98 (8,4%)     |
| Укупно            | 933         | 1.164         |